# Чешуйчатка
Чешу́йчатка, или фолио́та (лат. Pholiota) — род грибов семейства Строфариевые. Иногда чешуйчатками называют виды грибов из рода Полёвка, или Полевик (Agrocybe) семейства Строфариевые (Strophariaceae).

Научные синонимы:
- Agaricus trF. Pholiota Fr., 1821 basionym и др.

## Описание
Плодовые тела шляпконожечные с пластинчатым гименофором, средних или крупных размеров, иногда мелкие, с центральным или эксцентрическим расположением ножки.

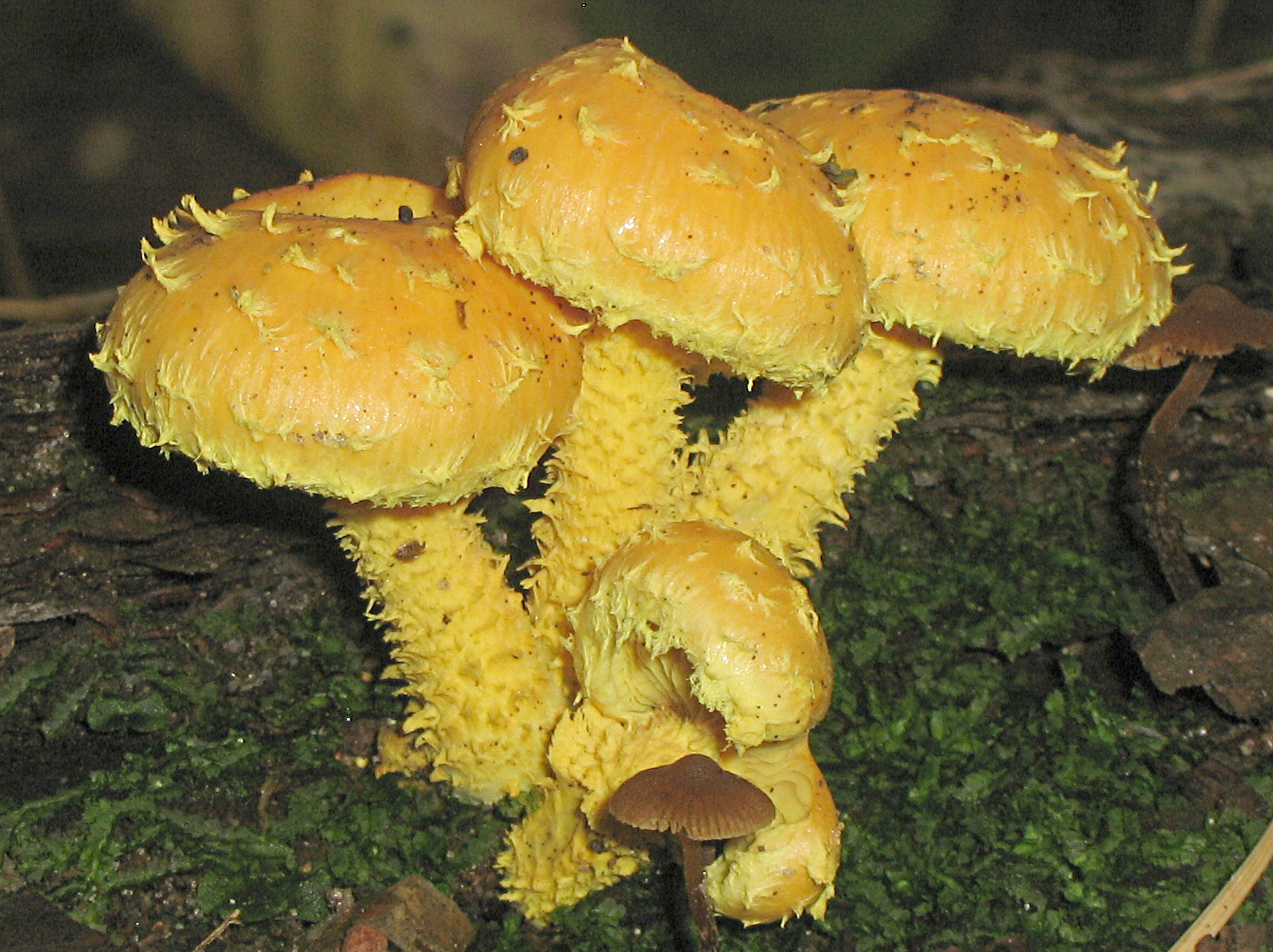
Чешуйчатка огненная

Шляпка полушаровидная или колокольчатая, раскрывается до слабо выпуклой или плоскораспростёртой. Кожица обычно окрашена в яркий цвет жёлтых, коричневых или красных тонов, реже окраска более тусклая. Поверхность сухая или слизистая, может быть голой, но обычно с густыми чешуйками.
Мякоть мясистая, компактная или относительно тонкая, иногда гигрофанная, на вкус часто горькая.
Пластинки приросшие или низбегающие, частые, от жёлтоватого до ржаво-коричневого или тёмно-бурого цвета.
Ножка цилиндрическая, сухая или слизистая, поверхность с чешуйками или гладкая.
Остатки покрывал: кольцо на ножке волокнистое, при росте гриба исчезает, образуя кольцевую зону или отсутствует; чешуйчатые остатки на шляпке, её краях и на ножке могут хорошо сохраняться или с возрастом исчезают; вольва отсутствует.
Споровый порошок ржавых или бурых оттенков.

## Экология
Сапротрофы или паразиты, разрушители древесины, встречаются в основном в лесах и насаждениях, на живых деревьях и на пнях, валежнике; реже почвенные и подстилочные сапротрофы. 

## Практическое значение
Большинство чешуйчаток несъедобны из-за горького вкуса, некоторые считаются малоизвестными съедобными грибами, но ценность их невысокая, собирают эти грибы редко. Дальневосточный вид Pholiota nameko культивируется.
Некоторые чешуйчатки являются опасными вредителями народного хозяйства (паразиты живых деревьев и разрушители деревянных построек).

## Виды

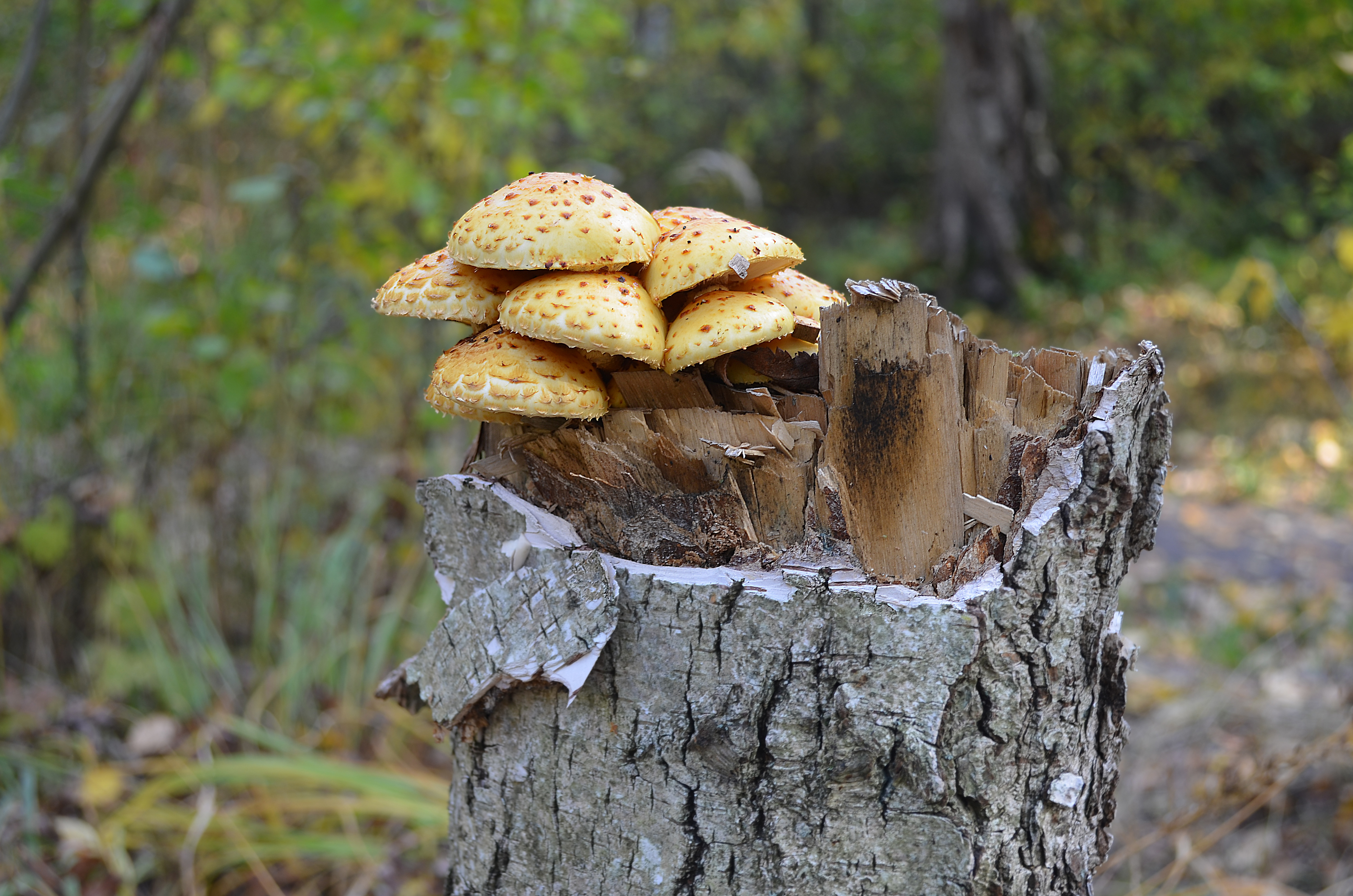
Чешуйчатка золотистая

Известно около 150 видов, в России встречаются до 30 из них.
Наиболее известны:
- Pholiota adiposa — Чешуйчатка толстая
- Pholiota alnicola — Чешуйчатка ольховая
- Pholiota astragalina — Чешуйчатка шафранно-красная
- Pholiota aurivella — Чешуйчатка золотистая
- Pholiota flammans — Чешуйчатка огненная
- Pholiota flavida — Чешуйчатка желтеющая
- Pholiota gummosa — Чешуйчатка камеденосная
- Pholiota highlandensis — Чешуйчатка углелюбивая
- Pholiota lenta — Чешуйчатка глинисто-жёлтая
- Pholiota lignicola — Чешуйчатка древесинная
- Pholiota nameko — Намеко
- Pholiota populnea (Pholiota destruens) — Чешуйчатка разрушающая
- Pholiota spumosa — Чешуйчатка боровая
- Pholiota squarrosa typus — Чешуйчатка обыкновенная